# Відра (комуна, Алба)
Відра (рум. Vidra) — комуна у повіті Алба в Румунії. До складу комуни входять такі села (дані про населення за 2002 рік):
- Бей (10 осіб)
- Боберешть (69 осіб)
- Богденешть (42 особи)
- Бордештій-Поєнь (1 особа)
- Валя-Морій (147 осіб)
- Весешть (42 особи)
- Вилкеняса (47 осіб)
- Вилчешть (8 осіб)
- Виртенешть (62 особи)
- Відра (51 особа) — адміністративний центр комуни
- Глігорешть (25 осіб)
- Гоєшть (68 осіб)
- Дос (82 особи)
- Досу-Весешть (11 осіб)
- Досу-Лунчій (28 осіб)
- Дрегоєшть-Лунке (96 осіб)
- Дялу-Гоєшть (73 особи)
- Жефлешть (24 особи)
- Кулдешть (76 осіб)
- Лунка (50 осіб)
- Лунка-Бісерічій (70 осіб)
- Лунка-Весешть (82 особи)
- Лунка-Гоєшть (54 особи)
- Лунка-де-Жос (34 особи)
- Модолешть (21 особа)
- Немеші (74 особи)
- Ойдешть (79 осіб)
- Плешкуца (102 особи)
- Понорел (56 осіб)
- Поєнь
- Пуюлецешть (67 осіб)
- Пітерчешть (36 осіб)
- Рунк (59 осіб)
- Сегаж (26 осіб)
- Урдеш (22 особи)
- Фікерешть (53 особи)
- Хайдучешть (109 осіб)
- Херешть
- Хоанке (8 осіб)

Комуна розташована на відстані 329 км на північний захід від Бухареста, 62 км на північний захід від Алба-Юлії, 70 км на південний захід від Клуж-Напоки, 144 км на північний схід від Тімішоари.

## Населення
За даними перепису населення 2002 року у комуні проживали 1964 особи. Усі жителі комуни рідною мовою назвали румунську.
Національний склад населення комуни:
| Національність | Кількість осіб | Відсоток |
| -------------- | -------------- | -------- |
| румуни         | 1963           | 99,9%    |
| угорці         | 1              | 0,1%     |

Склад населення комуни за віросповіданням:
| Релігія            | Кількість осіб | Відсоток |
| ------------------ | -------------- | -------- |
| православні        | 1807           | 92,0%    |
| п'ятдесятники      | 102            | 5,2%     |
| баптисти           | 34             | 1,7%     |
| греко-католики     | 13             | 0,7%     |
| римо-католики      | 1              | 0,1%     |
| не вказали релігію | 3              | 0,2%     |